# Diocesi di Noyon

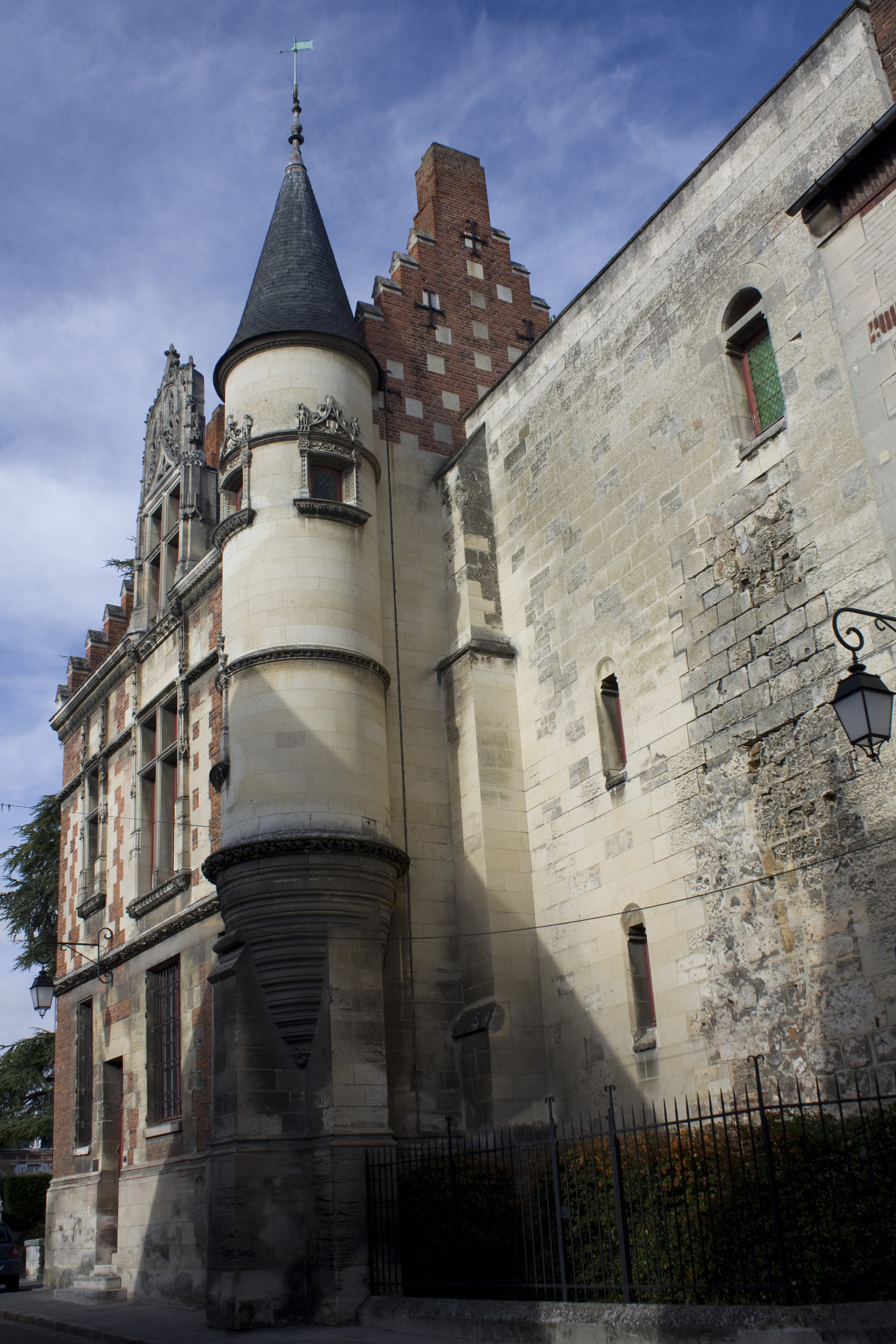
Resti dell'ex palazzo episcopale di Noyon, oggi sede del musée du Noyonnais.

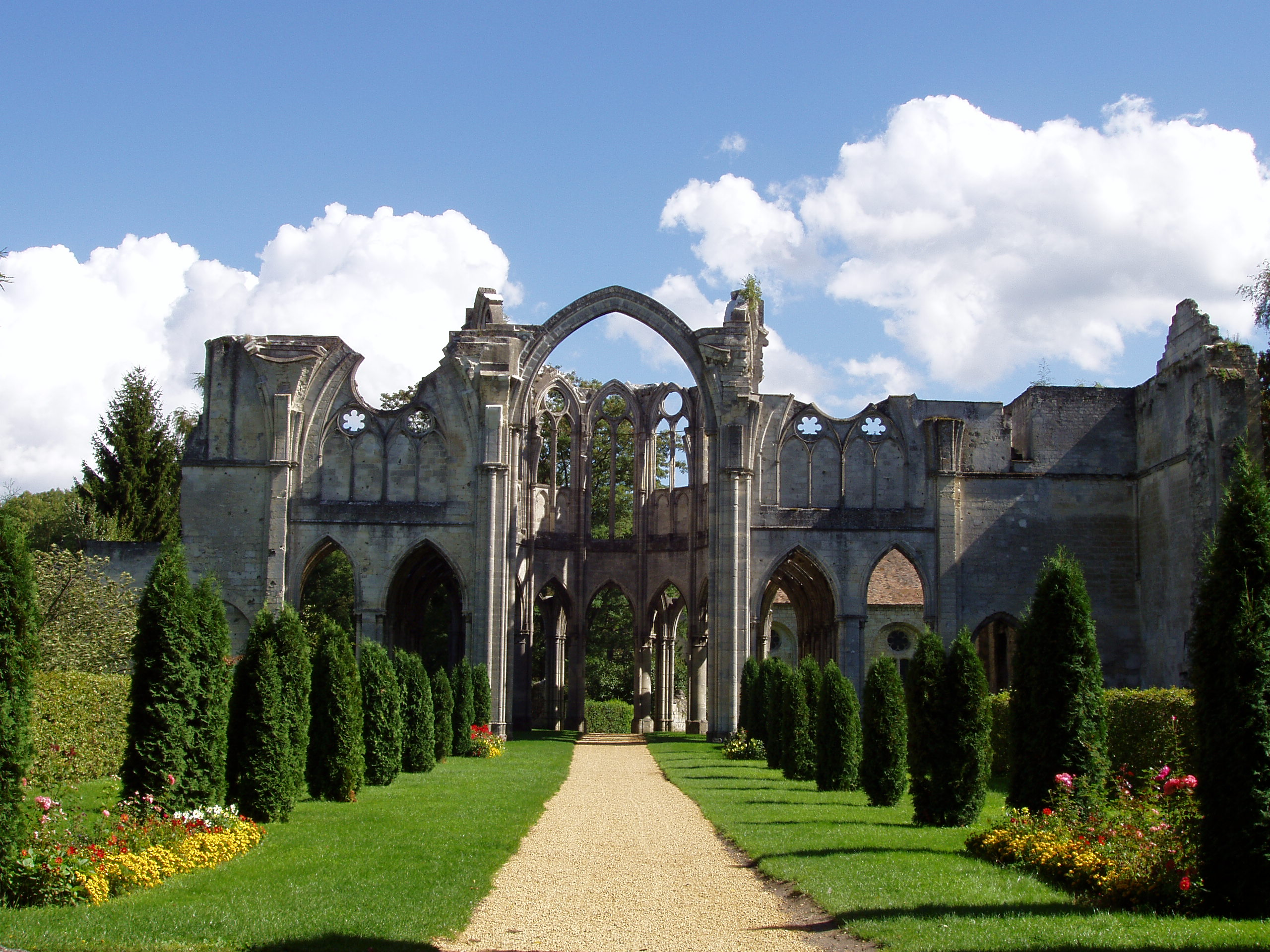
Resti dell'abbazia Notre-Dame d'Ourscamp, fondata nel 1129 da san Bernardo di Chiaravalle su richiesta del vescovo Simon de Vermandois.

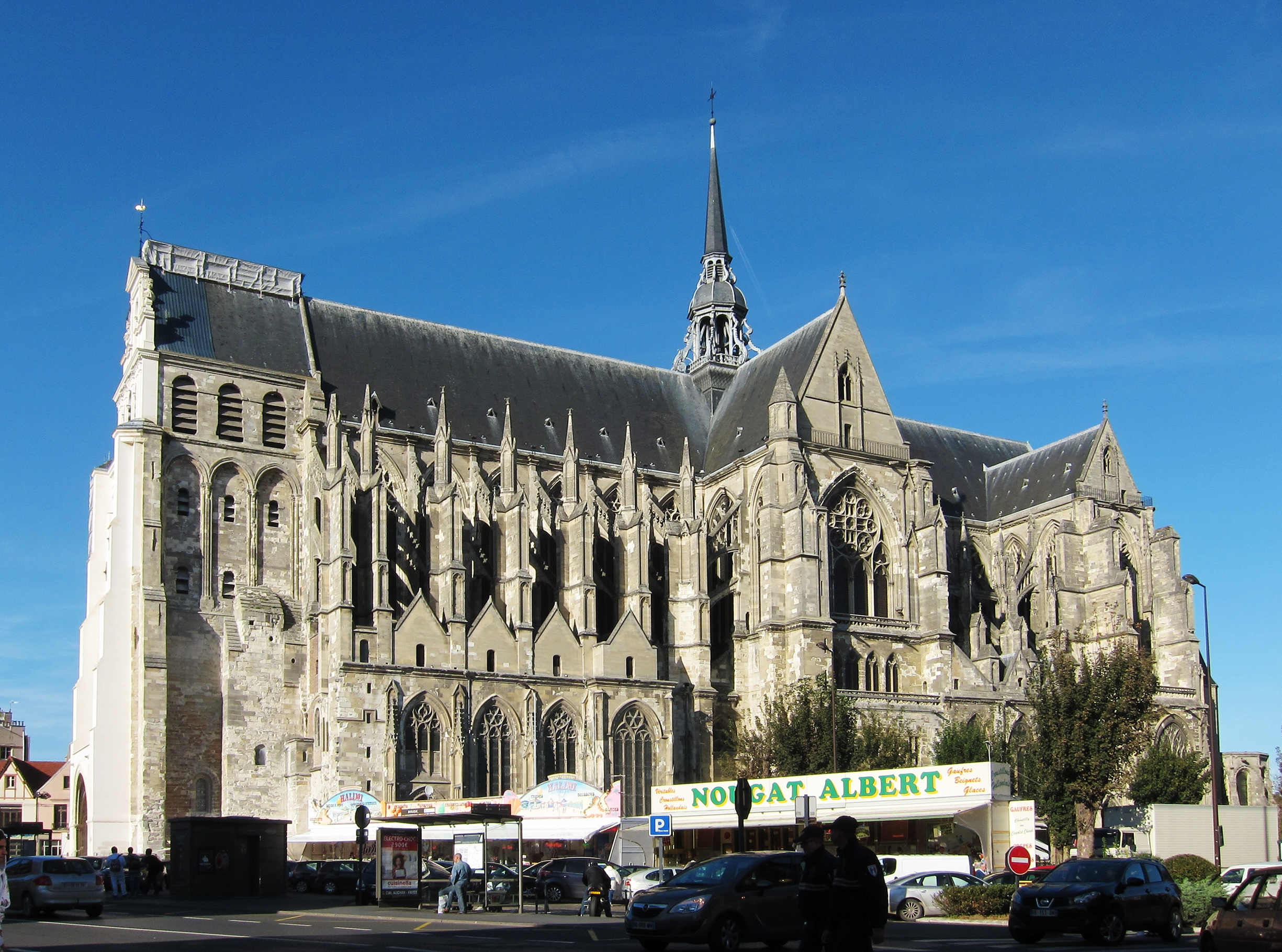
La basilica di San Quintino, costruita a partire dal XII secolo, nella regione del Vermandois (oggi diocesi di Soissons).

La diocesi di Noyon (in latino: Dioecesis Noviomensis) è una sede soppressa della Chiesa cattolica.

## Territorio
La diocesi comprendeva parte della Piccardia e dell'Île-de-France. Confinava a nord con le diocesi di Arras e di Cambrai, ad est con la diocesi di Laon, a sud con quelle di Soissons e di Beauvais, e ad ovest con la diocesi di Amiens.
Sede vescovile era la città di Noyon nell'attuale dipartimento dell'Oise, dove fungeva da cattedrale la chiesa di Notre-Dame.
Nel 1766 la diocesi comprendeva 330 parrocchie, raggruppate in nove decanati: Noyon, Chauny, Vendeuil, Nesles, Curchies, Ham, San Quintino, Athies, Péronne.

## Storia
Augusta Viromanduorum, identificata con l'odierna città di San Quintino era la capitale e il centro amministrativo del popolo celtico dei Viromandui nella provincia romana della Gallia Belgica seconda, come testimoniato dalla Notitia Galliarum dell'inizio del V secolo. L'evangelizzazione della civitas Veromandensis è attribuita dalla tradizione a san Quintino, la cui passio menziona il suo martirio ad Augusta Viromanduorum nella seconda metà del III secolo. Il primo vescovo storicamente documentato è Sofronio, che prese parte al concilio di Orléans nel 511.
All'epoca del Basso Impero, in concomitanza con la diffusione del cristianesimo, la capitale fu trasferita nella città di Vermand, dove i vescovi posero la loro residenza. In seguito, all'epoca del vescovo san Medardo (prima metà del VI secolo), la sede episcopale fu nuovamente trasferita da Vermand a Noyon, probabilmente a causa della distruzione dell'antica capitale ad opera dei barbari; contestualmente la diocesi di Tournai fu soppressa ed il suo territorio affidato ai vescovi di Noyon.
Dal punto di vista religioso, come di quello civile, la diocesi dipendeva dalla provincia ecclesiastica dell'arcidiocesi di Reims, sede metropolitana provinciale. Essa comprendeva due pagi: il pagus Viromandensis, corrispondente al Vermandois, e il pagus Noviomensis, corrispondente al Noyonnais.
Il vescovo Acario, nella prima metà del VII secolo, si occupò attivamente della rievangelizzazione del territorio di Tournai, favorendo l'attività missionaria del vescovo itinerante sant'Amando, che in seguito venne nominato vescovo di Maastricht. Il successore di Acario, sant'Eligio, si recò di persona nel territorio tornacense, per continuare l'opera di Amando nella lotta contro il paganesimo, ancora molto attivo in quelle terre.
Le diocesi di Noyon e di Tournai furono separate nel 1146; per compensare la perdita di questa regione, i vescovi di Noyon ottennero il titolo di conte e di pari di Francia. Contemporaneamente fu dato inizio alla costruzione dell'attuale cattedrale gotica.
La diocesi fu soppressa in seguito al concordato con la bolla Qui Christi Domini di papa Pio VII del 29 novembre 1801 e il suo territorio incorporato in quello delle diocesi di Amiens e di Soissons. Nel 1822 il territorio dell'antica sede di Noyon annesso alla sede di Amiens fu incorporato in quello della restaurata diocesi di Beauvais.
Il 12 aprile 1851 i vescovi di Beauvais ottennero il diritto di aggiungere al proprio titolo quello di vescovi di Noyon.

## Cronotassi dei vescovi

### Episcopi Veromandensis
- Sofronio † (menzionato nel 511)[5]
- Alomero †

### Vescovi di Noyon-Tournai
- San Medardo † (circa 530 - prima del 561 deceduto)
- Faustino (o Agostino) †
- Gondolfo †[6]
- Ebrulfo †
- Bertimondo † menzionato nel 614)
- Sant'Acario (prima del 627 - 27 novembre 640 deceduto)
- Sant'Eligio † (13 maggio 641 consacrato - 1º dicembre 660 deceduto)
- San Mommolino † (660 - dopo il 674/675)[7]
- Gonduino †
- Guarolfo †
- Trasmaro I † (menzionato nel 700 circa)
- Framengario †
- Unuano †
- Guido †
- Sant'Enuzio †[8]
- Eliseo † (menzionato nel 748)
- Adelfredo † (prima del 757 - dopo il 762)
- Didone †
- Gilberto † (prima del 769 - 23 maggio 782 deceduto)
- Pleone † (menzionato nel 798 circa)
- Valdemaro † (prima dell'814 - dopo l'817)
- Rangario † (prima dell'825 - circa 829/830)
- Aicardo † (circa 829/830 - dopo l'835)
- Emmone † (prima dell'841 - dopo ottobre 860)
- Rainelmo † (prima dell'862 - 880 deceduto)
- Edilone † (880 - dopo il 902)
- Ramberto † (menzionato nel 909)
- Airaldo † (prima del 915 - 932 deceduto)
- Valberto, O.S.B. † (932 - 26 dicembre 936 deceduto)
- Transmaro II, O.S.B. † (937 - 22 marzo 950 deceduto)
- Rodolfo † (950 - 9 gennaio 952 deceduto)
- Fulcherio[9] † (954 consacrato - 955 deceduto)
- Adolfo † (955 - 25 giugno 977 deceduto)
- Liudulfo † (977 - 5 novembre 988 deceduto)
- Radbod I † (989 - 21 giugno 997 deceduto)
- Hardouin de Croï † (circa 1000 - circa 1030 deceduto)
- Hugues † (circa 1030 - 1044 deceduto)
- Baudouin † (1044 - 1068 deceduto)
- Radbod II † (1068 - gennaio 1098 deceduto)
- Baudry † (1098 - 31 maggio circa 1113 deceduto)
- Lambert † (1114 - 7 luglio 1122 deceduto)
- Simon de Vermandois † (1122 - 11 febbraio 1148 deceduto)

### Vescovi di Noyon
- Baudoin de Boulogne † (1148 - 4 maggio 1167 deceduto)
- Baudoin de Beuseberg † (1167 - 1174 deceduto)
- Renaud † (1175 - luglio 1188 deceduto)
- Etienne de Nemours † (1188 - 1º settembre 1221 deceduto)
- Gérard de Bazoches † (1221 o 1222 - 1228 deceduto)
- Nicolas de Roye † (1228 - marzo 1240 deceduto)
- Pierre Charlot † (1240 - 9 ottobre 1249 deceduto)
- Vermond de La Boissière † (1250 - 1272 deceduto)
- Guy des Prés † (5 gennaio 1273 - 11 gennaio 1297 deceduto)
- Simon de Clermont-Nesle † (1297 - 28 giugno 1301 nominato vescovo di Beauvais)
- Pierre de Ferrières † (22 dicembre 1301 - 30 gennaio 1304 nominato arcivescovo di Arles)
- André le Moine de Crécy † (19 febbraio 1304 - aprile 1315 deceduto)
- Florent de la Boissière † (27 giugno 1315 - 1317 dimesso)
- Foucaud de Rochechouart † (16 aprile 1317 - 14 dicembre 1330 nominato arcivescovo di Bourges)
- Guillaume Bertrand † (1º marzo 1331 - 23 gennaio 1338 nominato vescovo di Bayeux)
- Étienne Aubert † (23 gennaio 1338 - ottobre 1340 nominato vescovo di Clermont)
- Pierre d'André † (11 ottobre 1340 - 25 settembre 1342 nominato vescovo di Clermont)
- Bernard Le Brun † (25 settembre 1342 - 14 maggio 1347 nominato vescovo di Auxerre)
- Guy de Comborn † (14 maggio 1347 - ? deceduto)
- Firmin Coquerel † (14 novembre 1348 - ? deceduto)
- Philippe d'Arbois † (23 dicembre 1349 - 3 gennaio 1351 nominato vescovo di Tournai)
- Jean de Meulant † (3 gennaio 1351 - 8 febbraio 1352 nominato vescovo di Parigi)
- Gilles de Lorris † (8 febbraio 1352 - 28 novembre 1388 deceduto)
- Philippe de Moulin † (2 dicembre 1388 - 31 luglio 1409 deceduto)
- Pierre Fresnel † (20 agosto 1409 - 28 gennaio 1415 nominato vescovo di Lisieux)
- Raoul de Coucy † (20 marzo 1415 - 17 marzo 1425 deceduto)
- Jean de Mailly † (20 luglio 1425 - 14 febbraio 1473 deceduto)
- Guillaume de Marafin † (26 marzo 1473 - 7 agosto 1501 deceduto)
- Charles de Hangest † (20 agosto 1501 - 1525 dimesso)
- Jean de Hangest † (7 aprile 1525 - 4 febbraio 1577 deceduto)
- Claude d'Angennes de Rambouillet † (6 ottobre 1578 - 28 settembre 1587 nominato vescovo di Le Mans)
- Gabriel le Genevois de Bleigny † (4 luglio 1588 - 18 ottobre 1593 deceduto)
- Jean Meusnier (o Munier) † (14 febbraio 1594 - 9 luglio 1594 deceduto)
- Charles de Balsac † (15 settembre 1597 - 29 novembre 1625 deceduto)
- Henri de Baradat † (30 marzo 1626 - 25 agosto 1660 deceduto)
- François de Clermont-Tonnerre † (8 agosto 1661 - 15 febbraio 1701 deceduto)
- Claude-Maur d'Aubigné † (6 giugno 1701 - 27 febbraio 1708 nominato arcivescovo di Rouen)
- Charles-François de Chateauneuf de Rochebonne † (26 marzo 1708 - 19 novembre 1731 nominato arcivescovo di Lione)
- Claude de Rouvroy de Saint-Simon † (7 maggio 1732 - 17 dicembre 1733 dimesso)
- Jean-François de La Cropte de Bourzac † (27 settembre 1734 - 23 gennaio 1766 deceduto)
- Charles de Broglie † (2 giugno 1766 - 20 settembre 1777 deceduto)
- Louis-André de Grimaldi † (30 marzo 1778 - 28 dicembre 1804 deceduto)[10]
  - Sede soppressa